# Депозитарний договір
Депозитарний договір — договір, що укладається між депозитарною установою і Центральним депозитарієм або між депозитарною установою і Національним банком України, відповідно до якого Центральний депозитарій та/або Національний банк України веде на рахунку (рахунках) у цінних паперах депозитарної установи зберігання та облік цінних паперів, відповідно до встановленої цим Законом компетенції, права на які та права за якими належать депонентам такої депозитарної установи, у разі зарахування цінних паперів на депозит нотаріуса — відповідному кредиторові, та самій депозитарній установі або Національному банку України за цінними паперами, що належать такій депозитарній установі.